# Thomas Bickel
Thomas Bickel (sinh ngày 6 tháng 10 năm 1963) là một cầu thủ bóng đá người Thụy Sĩ.

## Đội tuyển bóng đá quốc gia Thụy Sĩ
Thomas Bickel thi đấu cho đội tuyển bóng đá quốc gia Thụy Sĩ từ năm 1986 đến 1995.

## Thống kê sự nghiệp
| Đội tuyển bóng đá Thụy Sĩ | Đội tuyển bóng đá Thụy Sĩ | Đội tuyển bóng đá Thụy Sĩ |
| Năm                       | Trận                      | Bàn                       |
| ------------------------- | ------------------------- | ------------------------- |
| 1986                      | 5                         | 1                         |
| 1987                      | 6                         | 0                         |
| 1988                      | 5                         | 0                         |
| 1989                      | 1                         | 0                         |
| 1990                      | 4                         | 1                         |
| 1991                      | 7                         | 0                         |
| 1992                      | 5                         | 1                         |
| 1993                      | 3                         | 0                         |
| 1994                      | 11                        | 2                         |
| 1995                      | 5                         | 0                         |
| Tổng cộng                 | 52                        | 5                         |